# Histoire de l'Angleterre anglo-saxonne
L’histoire de l'Angleterre anglo-saxonne s'étend de l'arrivée des peuples anglo-saxons dans l'ancienne province romaine de Bretagne jusqu'à la conquête normande de l'Angleterre. Elle correspond à l'histoire de l'Angleterre au haut Moyen Âge, de la fin du IVe siècle au milieu du XIe siècle.
Après les Ve et VIe siècles, généralement qualifiés d'« âge sombre », de grands royaumes anglo-saxons commencent à émerger à partir du VIe siècle et supplantent progressivement les régions occupées par les Bretons. Le plus septentrional de ces royaumes, la Northumbrie des rois Edwin (616-633), Oswald (634-642) et Oswiu (642-670), domine l'Angleterre au VIIe siècle, mais son expansion connaît un coup d'arrêt avec la défaite de Nechtansmere contre les Pictes en 685. Au VIIIe siècle, c'est la Mercie, royaume centré sur les Midlands, qui occupe une position hégémonique sous les règnes d'Æthelbald (716-757), Offa (757-796) et Cenwulf (796-821).
L'arrivée des Vikings à la fin du VIIIe siècle bouleverse la Grande-Bretagne. Les côtes de l'île sont pillées par les flottes danoises et norvégiennes avant qu'un véritable processus de colonisation ne débute dans le nord et l'est de l'Angleterre, une région appelée par la suite Danelaw. La résistance victorieuse du roi du Wessex Alfred le Grand (871-899) prépare l'unification de l'Angleterre sous l'autorité de la maison de Wessex, un processus poursuivi par son fils Édouard l'Ancien (899-924) et achevé par son petit-fils Æthelstan (924-939), souvent considéré comme le premier souverain du royaume d'Angleterre.
Les raids vikings reprennent en force à la fin du Xe siècle et aboutissent à la conquête de l'Angleterre par le Danois Knut le Grand en 1016. Son empire, qui comprend également le Danemark et la Norvège, s'effondre à sa mort, en 1035, et la maison de Wessex est rétablie sur le trône en la personne d'Édouard le Confesseur. La mort de celui-ci sans descendance, le 4 janvier 1066, sert de prétexte à la conquête normande de l'Angleterre par Guillaume le Conquérant.

## Sources

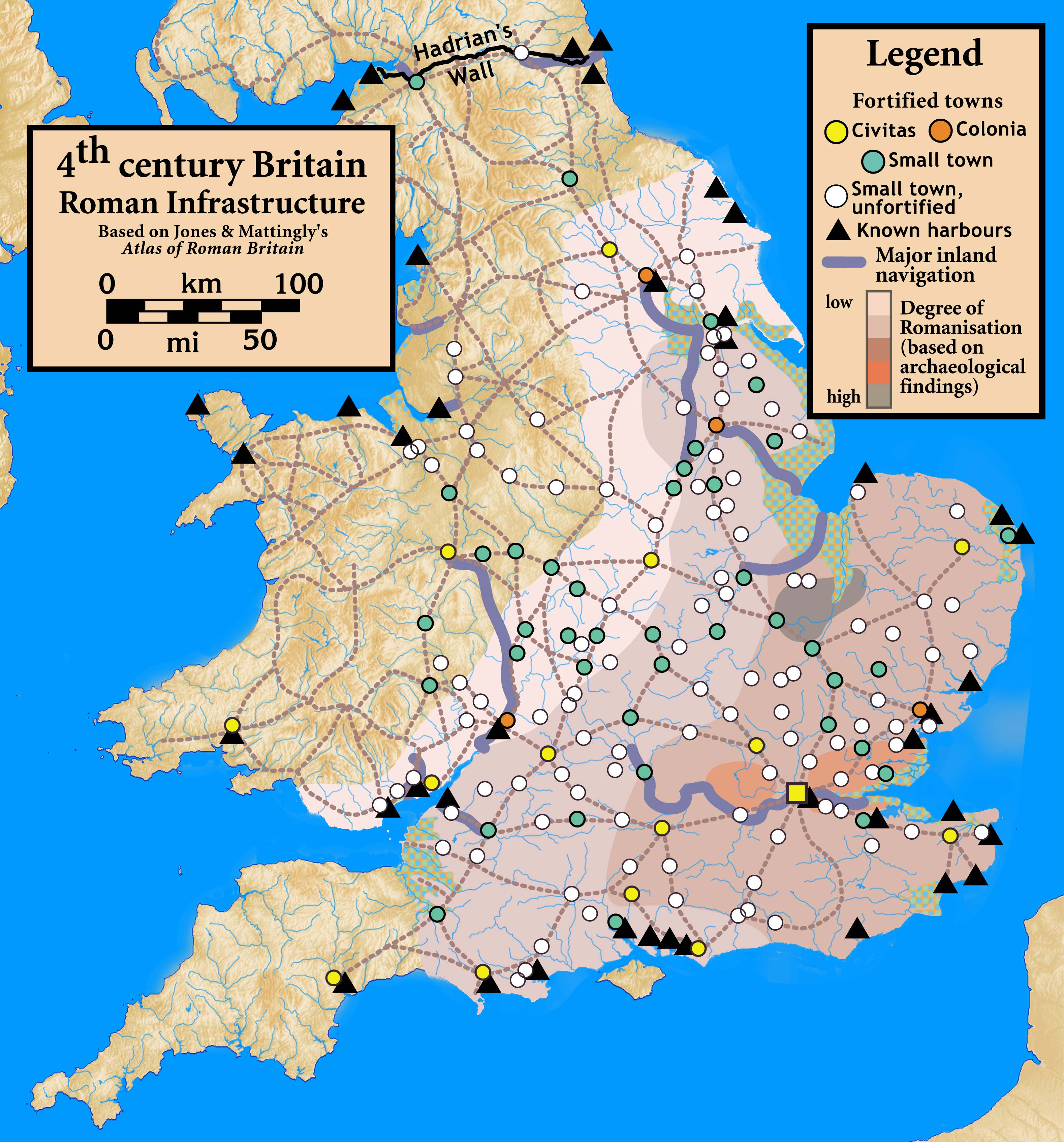
La Bretagne romaine au IVe siècle.

Plusieurs sources littéraires permettent de retracer la période anglo-saxonne. La plus ancienne est le De excidio et conquestu Britanniae, un traité polémique rédigé dans la première moitié du VIe siècle par Gildas le Sage, un moine breton. Son objectif principal est de fustiger les rois bretons contemporains, mais il offre un aperçu, partiel et partial mais unique, de l'histoire anglaise jusqu'à son époque. L’Histoire ecclésiastique du peuple anglais du moine northumbrien Bède le Vénérable, achevée en 731, s'intéresse en premier lieu à la christianisation des Anglo-Saxons. Bède fait œuvre d'historien et cite largement ses sources, dont Gildas fait partie. L’Historia Brittonum, un texte traditionnellement attribué à Nennius, date probablement des alentours de l'an 800 et adopte comme Gildas un point de vue celtique. Enfin, la Chronique anglo-saxonne, compilée à partir de la fin du IXe siècle au Wessex, retrace l'histoire des royaumes anglo-saxons depuis leurs origines légendaires sous une forme annalistique, en s'appuyant sur une grande variété de sources, dont Bède.
D'autres sources écrites existent : les codes de lois, dont les plus anciens remontent aux règnes d'Æthelberht de Kent (mort en 616) et Ine de Wessex (abdique en 726) et qui sont de plus en plus nombreux à partir d'Alfred le Grand ; les chartes, qui enregistrent généralement des donations de terres ; les hagiographies ; la correspondance des prélats ou, plus rarement, des souverains (à l'image des lettres échangées par Charlemagne et Offa) ; et la poésie.

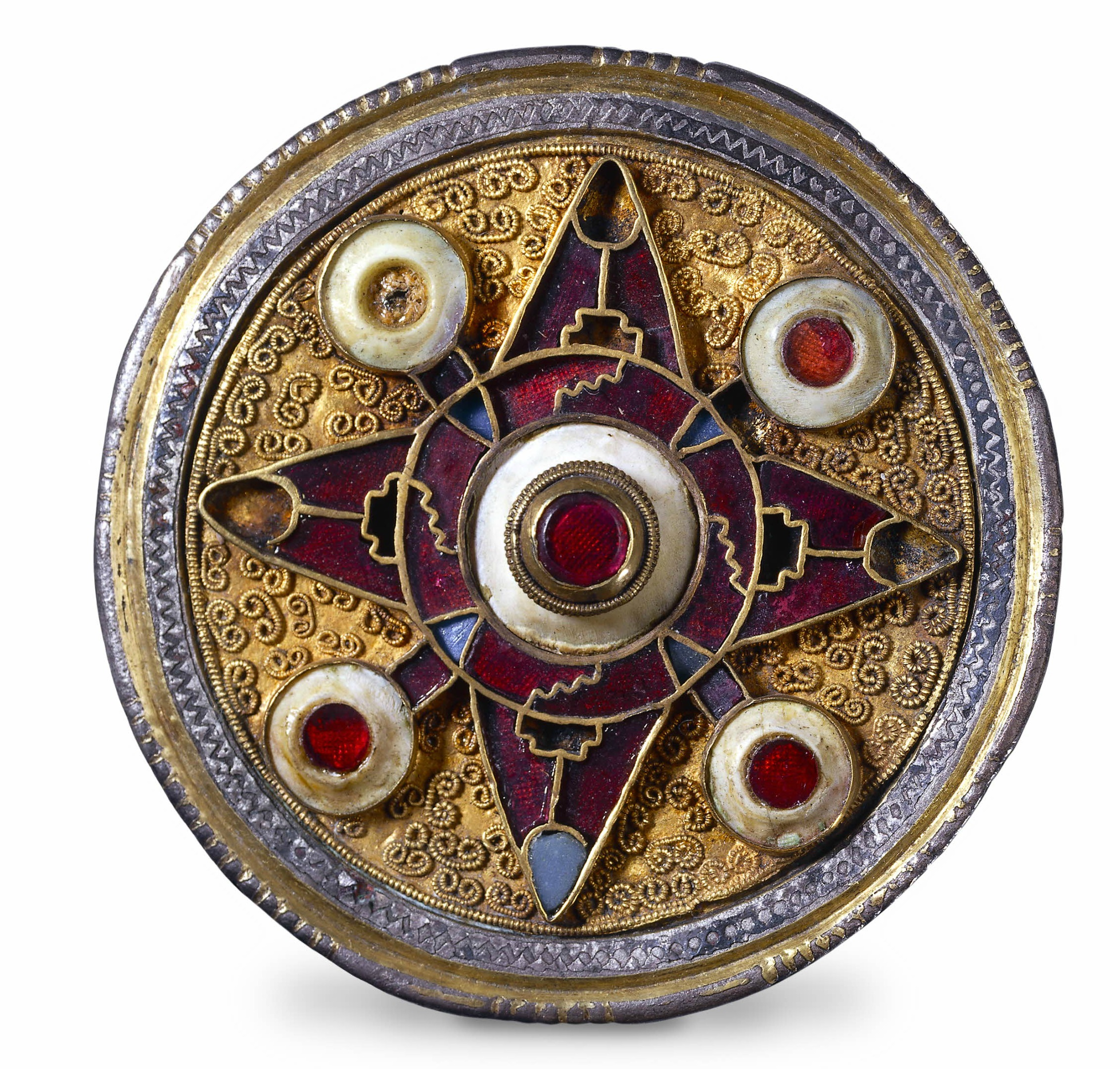
Broche disque en plaqué argent du début de l'époque anglo-saxonne. VI-VIIe siècle de notre ère. British Museum

D'autres éléments viennent appuyer les sources écrites, comme l'archéologie ou la toponymie. Les pratiques funéraires et l'usage des terres permettent de retracer la progression de la colonisation anglo-saxonne. Des restes humains retrouvés près d'Abingdon, en Angleterre, ont été présentés comme une preuve que les immigrants saxons et les autochtones bretons cohabitaient. La question de savoir si les Anglo-Saxons se sont mélangés aux Bretons ou les ont remplacés en masse reste débattue. Plusieurs études génétiques ont été effectuées sur la population anglaise du début du XXIe siècle pour en déduire des informations sur la composition de la population à l'époque anglo-saxonne, et sur l'ampleur de l'immigration anglo-saxonne. Les historiens du XIXe siècle tenaient pour acquis qu'une immigration en masse avait eu lieu, mais l'arrivée d'une élite en nombre réduit est aujourd'hui[Quand ?] considérée comme plus probable.
Une étude interdisciplinaire composée de 70 chercheurs combinant la génétique et l'archéologie montre que c'est bien une immigration de grande envergure qui s'est produite au début du Moyen Âge depuis le Nord du continent européen vers le Sud et l'Est de l'Angleterre. Cette invasion a entraîné d'importants « changements dans la langue, les modes de peuplement et la culture matérielle ». Ainsi, des échantillons de plus de 20 cimetières le long de la côte est de l'Angleterre suggèrent une migration rapide et à grande échelle depuis l'Europe du Nord, commençant en 450 au plus tard. Certains sites anglo-saxons ressemblent presque à 100 % à ceux d'Europe continentale, « la seule explication est un grand nombre de personnes venant de la zone de la mer du Nord. » L'ADN montre que cette migration concerne aussi bien des femmes que des hommes.
Le déplacement de la population a entraîné d'énormes changements culturels. Les langues celtiques et le latin ont rapidement cédé la place au vieil anglais, ce qui « suggère un nombre important de locuteurs germaniques dans les basses terres de Grande-Bretagne ». Sur le plan architectural, c'est à cette époque que l'on observe l'apparition de constructions souterraines (Grubenhaüser) et de grands cimetières de crémation caractéristiques des zones continentales avoisinant la mer du Nord. Le mobilier funéraire (fermoirs de poignet, broches cruciformes et à tête carrée...) témoigne également d'une origine scandinave du sud. Les nouveaux migrants ont constitué rapidement une part essentielle de la population locale : ainsi, bien qu'avec des variations régionales substantielles et une hétérogénéité au sein des sites, au début de l'Angleterre médiévale, les individus analysés dans l'est de l'Angleterre possédaient jusqu'à 76 % de leur ascendance provenant de la zone continentale de la mer du Nord.

## Migrations et naissance de royaumes

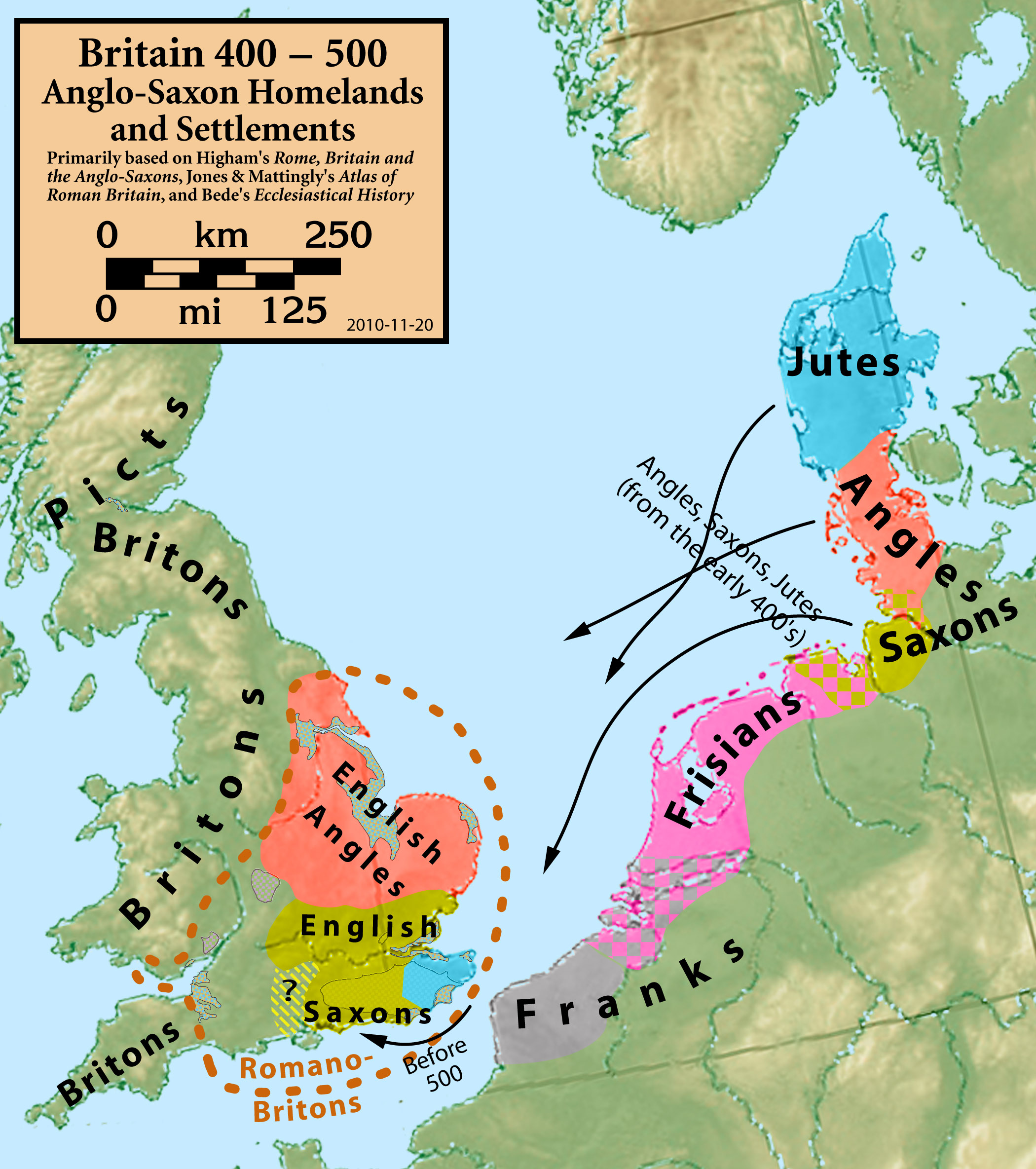
Flux migratoires des Anglo-Saxons au Ve siècle.

Il est difficile d'établir une chronologie cohérente de la période séparant le retrait romain de Grande-Bretagne de la fondation des royaumes anglo-saxons. La version donnée par Geoffroy de Monmouth du départ des Romains dans son Historia regum Britanniae n'est guère fiable, en dehors des informations qu'elle apporte sur la légende médiévale. D'autres sources permettent toutefois de reconstruire en partie les événements de cette période. Les noms des royaumes anglo-saxons de Kent, Bernicie, Deira et Lindsey sont communément interprétés comme d'origine celtique, ce qui suggère peut-être une certaine forme de continuité politique. Plus à l'ouest, les royaumes de Wessex et de Mercie ne semblent pas suivre des frontières préexistantes.
Les témoignages archéologiques des dernières années de présence romaine montrent des signes indéniables de décadence. Au IVe siècle, un système de défense est mis en place contre les raids saxons, autour de plusieurs forts le long des côtes sud-est de l'Angleterre ; mais certains historiens estiment que cette « Côte saxonne » se compose en fait de comptoirs où les Saxons sont établis, non de forteresses édifiées contre leurs attaques. Les pièces frappées après 402 sont rares, ce qui suggère que l'armée n'est plus payée après cette date. En 407, l'usurpateur Constantin III est proclamé empereur par ses troupes, et traverse la Manche avec une partie des garnisons de l'île. Il meurt au combat en 411. En 410, l'empereur Honorius demande aux Romains de Bretagne de s'occuper eux-mêmes de leur défense, mais au milieu du Ve siècle, ils estiment pouvoir encore faire appel au consul Aetius pour repousser les envahisseurs. Même si la puissance romaine se retire, il est possible que le mode de vie romanisé se soit perpétué pendant plusieurs générations.
La Bretagne romaine semble s'être divisée en plusieurs royaumes distincts, mais réunis par un conseil de contrôle commun. Selon Gildas, ce conseil invite des mercenaires saxons en Bretagne pour repousser les pillards, mais ceux-ci se révoltent lorsqu'ils ne sont plus payés. Bède date l'arrivée des Saxons de 446, une date aujourd'hui remise en question. Une période de conflits s'ensuit, marquée par des victoires saxonnes et bretonnes. Les dates, lieux et individus impliqués sont très incertains, mais il semble que vers 495, à la bataille du mont Badon (Mons Badonicus en latin, Mynydd Baddon en gallois), les Bretons infligent une sévère défaite aux Anglo-Saxons. Des éléments archéologiques suggèrent que la migration anglo-saxonne est temporairement stoppée.

Royaumes et tribus d'Angleterre vers 600.

Un second débarquement saxon a lieu au VIe siècle dans la région de Southampton, tandis que les Saxons progressent dans les Cotswolds et les Chilterns. Au VIIe siècle, à la suite de la bataille de Dyrham, ils prennent le contrôle du sud-ouest de l'Angleterre, hormis les Cornouailles, qui ne seront vraiment annexées qu'au Xe siècle. Si les Bretons donnent le nom générique de « Saxons » à leurs envahisseurs, ceux-ci comprennent également des Angles, des Frisons et des Jutes. Les Saxons ont probablement donné leur nom à l'Essex (« Saxons de l'Est »), au Middlesex (« Saxons du Milieu »), au Sussex (« Saxons du Sud ») et au Wessex (« Saxons de l'Ouest »). Les Angles peuplent en majorité l'Est-Anglie, la Mercie, la Bernicie et le Deira, tandis que les Jutes s'établissent dans le Kent et sur l'île de Wight.
Les premières traces archéologiques des « Saxons » ont été retrouvées dans l'est de l'Angleterre, et non, comme le suggèrent les documents historiques, dans le Kent. On a également découvert des traces dans la haute vallée de la Tamise, que l'on a interprétées comme provenant de mercenaires au service des rois bretons. Gildas indique que les Bretons ont connu une période de guerre civile, et il y en a également eu entre les proto-royaumes saxons.

Dès le Ve siècle, les Bretons commencent à traverser la Manche pour s'installer en Armorique, donnant naissance à la Bretagne actuelle. Il semble y avoir eu des phases de migrations ultérieures, à partir du Devon et des Cornouailles, et également à destination de la Galice. Ces migrations, tant celles des Bretons que des Anglo-Saxons, sont à replacer dans le contexte des « grandes invasions ». Toutefois, l'ampleur de la migration anglo-saxonne vers la Grande-Bretagne a été remise en doute par plusieurs études génétiques et archéologiques. 

## L'Heptarchie et la christianisation
Pour un article plus général, voir Heptarchie.

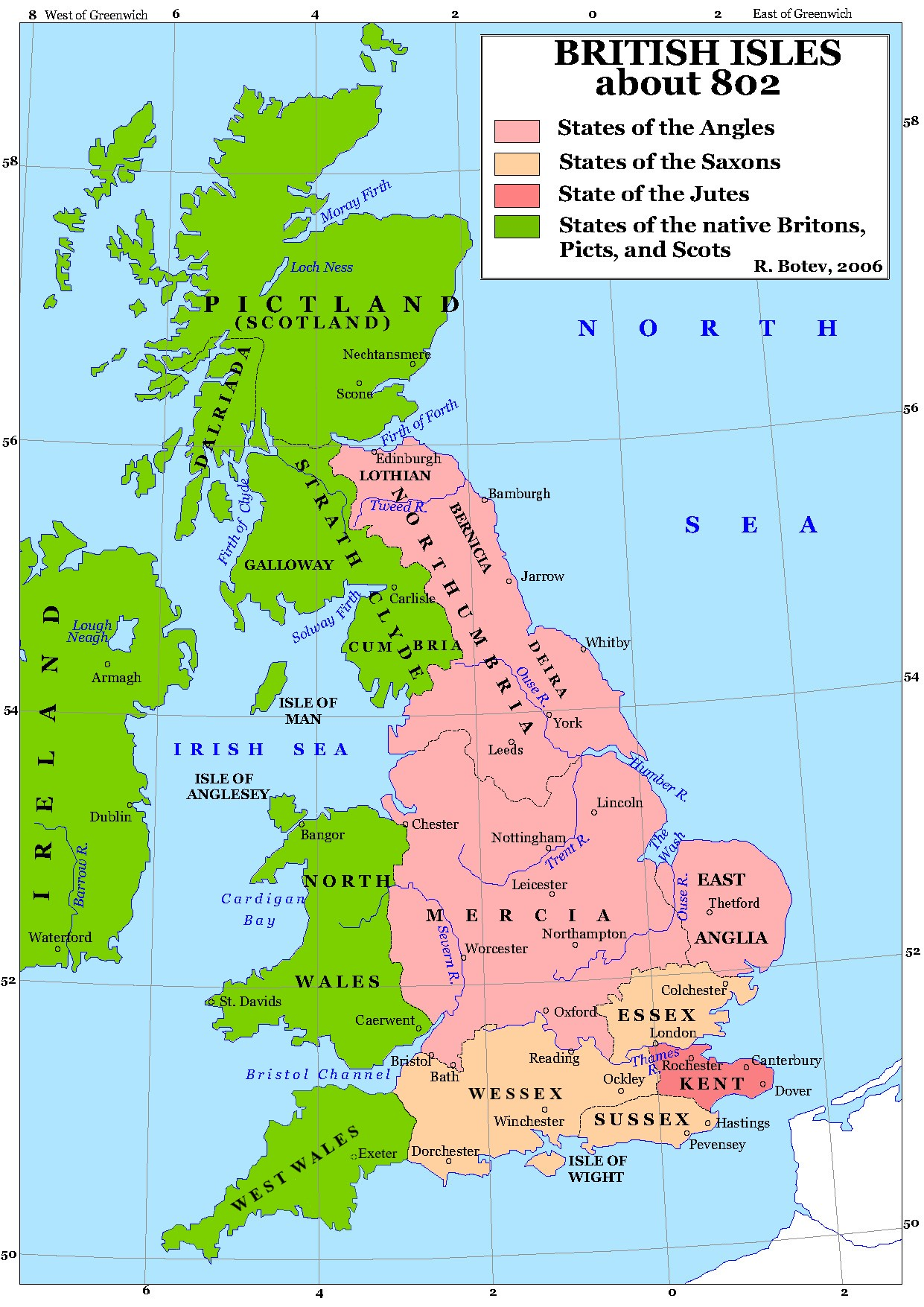
La Grande-Bretagne vers 802.

La christianisation des Anglo-Saxons débute vers 600, sous l'influence des Irlandais à l'ouest et des catholiques romains au sud. L'archevêché de Cantorbéry est fondé par Augustin en 597, qui baptise en 601 Æthelberht du Kent, premier roi anglo-saxon à embrasser la foi chrétienne. Le dernier roi anglo-saxon païen, Penda, meurt en 655. À partir du VIIIe siècle, des missionnaires anglo-saxons partent évangéliser l'Europe, et en 800, l'Empire carolingien est presque entièrement christianisé.
Tout au long des VIIe et VIIIe siècles, les relations de pouvoir entre les principaux royaumes fluctuent. D'après Bède, le roi le plus puissant à la fin du VIe siècle est Æthelberht de Kent, mais le centre de gravité de l'Angleterre semble avoir migré vers le nord et la Northumbrie, formée par l'union des royaumes de Bernicie et de Deira. Son roi Edwin domine probablement la majeure partie de l'Angleterre, même s'il faut tenir compte du parti pris de Bède en faveur de la Northumbrie. Diverses querelles de succession entament l'hégémonie northumbrienne, et la Mercie reste une puissance importante. La domination northumbrienne est détruite après deux défaites : contre la Mercie à la Bataille de la Trent (679), et contre les Pictes à la bataille de Nechtansmere (685).
La Mercie domine le VIIIe siècle, encore que de façon discontinue. Les rois Æthelbald et Offa acquièrent une puissance remarquable : Charlemagne considère Offa comme le suzerain de tout le sud de la Grande-Bretagne, et la digue d'Offa, vaste fortification de terre à la frontière galloise, témoigne de sa puissance. Toutefois, la montée en puissance du Wessex, ainsi que les défis posés par les plus petits royaumes, tiennent en échec la Mercie, et à la fin du VIIIe siècle sa « suprématie » n'existe plus.

Le terme d'heptarchie a été employé pour décrire cette période, mais il est tombé en désuétude dans les sources académiques. L'usage de ce mot provient du fait que les royaumes qui dominent le sud de l'Angleterre sont au nombre de sept : la Northumbrie, la Mercie, le Kent, l'Est-Anglie, l'Essex, le Sussex et le Wessex. De récents travaux ont mis en évidence l'influence tout aussi importante d'autres peuples : Hwicce, Magonsæte, Lindsey et Angles du Milieu. 

## Les offensives vikings et la montée en puissance du Wessex

L'Angleterre en 878.

La première offensive connue des Vikings en Grande-Bretagne est le pillage du monastère de Lindisfarne, daté de 793 par la Chronique anglo-saxonne. Il est cependant probable que d'autres attaques prennent place avant cette date à partir des Orcades et des Shetland, où les Vikings sont déjà bien établis. L'arrivée des Vikings, et notamment de la Grande Armée danoise en 865, bouleverse la géographie politique et sociale des îles Britanniques. La victoire d'Alfred le Grand, roi du Wessex, à Ethandun (878), porte un coup d'arrêt à l'expansion danoise, mais la Northumbrie est déjà partagée entre un royaume viking et un résidu anglo-saxon en Bernicie, la Mercie est divisée en deux, et l'Est-Anglie devient un royaume danois après le martyre du roi Edmond. Les petits royaumes d'Irlande, d'Écosse et du pays de Galles connaissent des sorts semblables.
Les Danois commencent à s'établir dans l'est de l'Angleterre, et la région qu'ils dominent prend le nom de Danelaw. La Mercie danoise s'articule autour des Cinq Bourgs, tandis que dans le nord, Jórvík (York) devient la capitale d'un royaume viking allié de temps à autre aux Norvégiens de Dublin. Les colonies danoises et norvégiennes ont eu une influence significative sur la langue anglaise : de nombreux mots dérivent du vieux norrois, même si la grande majorité provient de la langue anglo-saxonne. En outre, de nombreux toponymes des régions colonisées par les Danois et les Norvégiens proviennent de racines scandinaves.

Le IXe siècle est marqué par la montée en puissance du royaume de Wessex. À la fin du règne d'Alfred le Grand, malgré diverses vicissitudes, les rois des Saxons de l'Ouest règnent sur les anciens royaumes de Wessex, de Sussex et de Kent. Les Cornouailles sont soumises à la domination anglo-saxonne, et certains rois du sud du pays de Galles reconnaissent Alfred comme suzerain, de même que l'ouest de la Mercie. 

## L'unification de l'Angleterre
Alfred de Wessex meurt en 899, et son fils Édouard l'Ancien lui succède. Avec sa sœur Æthelflæd et son beau-frère Æthelred de Mercie, il combat les Danois et entreprend un programme d'expansion, s'emparant de territoires danois et les fortifiant. En 918, Édouard contrôle toute l'Angleterre au sud de l'Humber. Cette même année, la mort d'Æthelfflæd entraîne l'intégration totale de la Mercie au sein du Wessex.
Le fils d'Édouard, Æthelstan, est le premier à régner directement sur la totalité de l'Angleterre après la conquête de la Northumbrie (927). Les titres que lui attribuent la Chronique anglo-saxonne et ses monnaies suggèrent une domination encore plus étendue. Il réussit à briser une tentative de reconquête de la Northumbrie par une coalition d'Écossais et de Vikings à Brunanburh (937). L'unité de l'Angleterre, disputée sous ses successeurs Edmond et Eadred, devient fermement établie sous le règne d'Edgar (959-975).

## L'Angleterre face aux Danois et la conquête normande

L'empire de Knut le Grand à son apogée.

La fin du Xe siècle est marquée par la reprise des attaques des Vikings, qui sont notamment victorieux à Maldon en 991. Le roi Æthelred le Malavisé est chassé d'Angleterre par Sven à la Barbe fourchue en 1013, mais ce dernier meurt peu de temps après, ce qui permet à Æthelred de reprendre le pouvoir. Son fils aîné Edmond Côte-de-Fer doit faire face à un adversaire de poids : Knut le Grand, le fils de Sven. Edmond est vaincu à Assandun en octobre 1016 et meurt deux mois plus tard, permettant à Knut de s'emparer de toute l'Angleterre. Son empire s'étend alors sur le Danemark, la Norvège, une partie de la Suède et l'Angleterre.
La première moitié du XIe siècle voit se succéder les enfants de Knut (Harold Pied-de-Lièvre, Hardeknut) et d'Æthelred (Édouard le Confesseur). Le 5 janvier 1066, Édouard le Confesseur meurt sans descendance, et sa succession est disputée. Le puissant comte Harold Godwinson, affirmant avoir été choisi comme successeur par le Confesseur sur son lit de mort, est reconnu roi par le Witenagemot, mais le duc de Normandie Guillaume et le roi de Norvège Harald prétendent également au trône. Tous deux envahissent l'Angleterre. Malgré l'appui du frère de Harold, Tostig, Harald est vaincu à la bataille de Stamford Bridge par Harold, qui est à son tour vaincu par Guillaume à Hastings. Ses deux rivaux ayant trouvé la mort, le duc de Normandie est couronné roi d'Angleterre le jour de Noël à Westminster. Son autorité n'est pas unanimement acceptée, comme le montrent les rébellions de 1068 et 1069, difficilement réprimées par la dévastation du nord de l'Angleterre.

### Sources primaires
- Bède le Vénérable (trad. Philippe Delaveau), Histoire ecclésiastique du peuple anglais, Gallimard, coll. « L'Aube des peuples », 1995, 399 p. (ISBN 2-07-073015-8).
- (en) Michael Swanton (trad.), The Anglo-Saxon Chronicle, Routledge, 1996 (ISBN 0-415-92129-5).

### Sources secondaires
- (en) John Campbell, Eric John et Patrick Wormald, The Anglo-Saxons, Penguin Books, 1991 (ISBN 0-14-014395-5).
- (en) Nicholas J. Higham et Martin J. Ryan, The Anglo-Saxon World, New Haven, Yale University Press, 2013 (ISBN 978-0-300-12534-4).
- (en) D. P. Kirby, The Earliest English Kings, Londres, Routledge, 2000, 258 p. (ISBN 0-415-24211-8).
- (en) Barbara Yorke, Kings and Kingdoms of Early Anglo-Saxon England, Londres, Seaby, 1990, 218 p. (ISBN 978-1-85264-027-9).
- (en) Ann Williams et Alfred P. Smyth, A Biographical Dictionary of Dark Age Britain : England, Scotland, and Wales, c.500–c.1050, Londres, B. A. Seaby, 1991, 253 p. (ISBN 1-85264-047-2).